# Принцип найменшого руху ядер
Принцип найменшого руху ядер (рос. принцип наименьшего ядерного движения, англ. principle of least nuclear motion) — гіпотеза про те, що для даних реактантів реакції, які відбуваються з найменшими змінами положень ядер, енергії активації будуть найнижчими. Інколи його формулюють як принцип найменших переміщень. Найчастіше математичне формулювання цього принципу ґрунтується на механічній моделі молекули, в якій допускається, що енергія структурної деформації при переході реактантів (r) у продукти (p) є пропорційною до суми квадратів змін положень ядер (q) в реактантах та продуктах:
E = fi (qpi – qri)2,
де fi — силова стала.
Таке рівняння добре описує потенціальну енергію малих коливань і тому буде виконуватись не для усіх реакцій, що і є причиною порушення цього принципу в багатьох реакціях.